# يانيك فيلدشوت
يانيك فيلدشوت (بالهولندية: Yanic Wildschut) (1 نوفمبر 1991 بأمستردام في هولندا - ) هو لاعب كرة قدم هولندي في مركز الوسط. شارك مع منتخب هولندا تحت 21 سنة لكرة القدم. أما مع النوادي، فقد لعب مع أدو دين هاغ وأياكس أمستردام وبي إي سي زفوله وفي في في فينلو ونادي ميدلزبره ونادي هيرنفين وويغان أتلتيك.

## وصلات خارجية
- يانيك فيلدشوت على موقع الاتحاد الأوربي (الإنجليزية)
- يانيك فيلدشوت على موقع قاعدة بيانات كرة القدم.إي يو (الإنجليزية)
- يانيك فيلدشوت على موقع ناشيونال فوتبول تيمز (الإنجليزية)
- يانيك فيلدشوت على موقع Soccerbase.com (لاعب) (الإنجليزية)
- يانيك فيلدشوت على موقع Soccerway.com (الإنجليزية)